# Kautjala
Kautjala is een plaats in de Estlandse gemeente Rae, provincie Harjumaa. De plaats heeft de status van dorp (Estisch: küla).

## Bevolking
Het dorp had 10 inwoners op 31 december 2011 en 17 inwoners op 31 december 2021.

## Ligging
De rivier Pirita stroomt langs de oostgrens van het dorp.